# Nzumbe Nyanduga
Nzumbe Nyanduga (* 29. Januar 1989) ist ein tansanischer Skilangläufer.

## Karriere
Nyanduga gründete 2020 den tansanischen Wintersportverband, welcher im Frühjahr 2020 als assoziiertes Mitglied in den Internationalen Skiverband FIS aufgenommen wurde. Sein erstes internationales Rennen bestritt Nyanduga am 29. Dezember 2020 in Campra, wobei er den 28. und letzten Platz belegte.
Nur zwei Monate später nahm er als erster tansanischer Sportler an Nordischen Skiweltmeisterschaften teil. Bei den Wettkämpfen in Oberstdorf belegte er den 174. Platz über 15 km Freistil.

## Privates
Nyanduga arbeitet als Senior Data Analytics Manager für das Internationales Olympisches Komitee. Bei seiner sportlichen Karriere wird er von Torin Koos unterstützt.

## Erfolge

### Weltmeisterschaften
- Oberstdorf 2021: 174. 15 km Freistil

### Weitere Erfolge
- Eine Platzierung unter den besten 30 bei FIS-Rennen